# Giorgio Albertazzi
Giorgio Albertazzi (Fiesole, 1923. augusztus 20. – Roccastrada, 2016. május 28.) olasz színész, rendező, színházigazgató.

## Életpályája
A színpad kedvéért félbeszakította egyetemi tanulmányait. 1950-ben szerződött a Teatro Nazionale társulatához. 1951-től szerepelt filmekben. 1952-től gyakran lépett fel televízióban. 1955-ben latin-amerikai turnén vett részt, majd másodmagával önálló társulatot alapított. 1988-ban megírta emlékiratait. 2003-tól a Római Színház igazgatója volt.
Mint színpadi rendező is ismert. A mai olasz színház (1971) vezető személyiségeinek egyike, szuggesztív drámai tehetség. Modern stílusú klasszikus alakításai széles körű visszhangot váltottak ki. A figyelem csak az 1960-as években terelődött rá, amikor Alain Resnais rá bízta a Tavaly Marienbadban (1961) című alkotása múltját kereső férfi főszereplőjének megformálását.

## Magánélete
A Bianca Toccafiondi színésznővel folytatott kapcsolata után, 1956–2007 között Anna Proclemer (1923-2013) olasz színésznő volt a párja. 2007-től haláláig a nála 36 évvel fiatalabb nemesasszony, Pia de Tolomei volt a felesége.

## Színházi szerepei
- Dosztojevszkij: Bűn és bűnhődés....Raszkolnyikov
- Molnár Ferenc: Liliom....Liliom
- Ibsen: Kísértetek....Oswald

## Filmjei
- Lorenzaccio (1951)
- A velencei kalmár (1952)
- Önkívület (1953)
- Árulás (1954)
- Fehér éjszakák (1957)
- Tavaly Marienbadban (1961)
- Éva (1962)
- Caroline, drágám (1967)
- Most és mindörökké (2004)